# فريدبرغ (بافاريا)
فريدبرغ بايرن (بالألمانية: Friedberg, Bavaria) هي بلدة ألمانية تقع في ألمانيا في منطقة آيشاخ فريدبرغ.

## المدن التوأمة
مدن بريسوير، Völs am Schlern، Friedberg، تشبنهام ولاكروس (ويسكونسن) هي مدن توأمة لـفريدبرغ بايرن.

## أعلام
- ماركو ريشتر
- فرات أرسلان
- توماس ستينهير